# 켄유 오피스
주식회사 켄유 오피스(일본어: 株式会社ケンユウオフィス)는 일본의 성우사무소. 2002년에 호리우치 켄유가 프로덕션 바오밥에서 퇴사한 이후 설립한 성우 기획사이다.

## 소속 성우

### 정소속

#### 남성
- 고토 코우스케
- 나라 토오루
- 나루세 마코토
- 나무라 유키타로
- 닛타 히데토
- 마미야 야스히로
- 미야모토 준
- 미야모토 타카유키
- 미우라 준야
- 사이토 지로
- 세키 테루오
- 시모즈마 요시유키
- 아베 소이치
- 아사히나 타쿠미
- 아오야마 유타카
- 아카기 스스무
- 야마나카 마사히로
- 야마유치 켄지
- 야스히로
- 오카다 타카유키
- 오카이 카츠노리
- 요네다 모토히로
- 우오 켄
- 주큐 잇큐
- 츠지이 켄고
- 카누카 미츠아키
- 쿠마모토 킷세이
- 키노시타 나오키
- 키쿠치 마사미
- 타지마 아키히로
- 타지마 유야
- 테라시마 준타
- 토쿠모토 유키토시
- 하나와 에이지
- 하세가와 슌스케
- 하야시 카즈요시
- 호리우치 켄유 (설립자 겸 대표 이사)
- 호리코시 슌노스케
- 후지 케이스케

#### 여성
- 나미노 린
- 마야마 아코
- 마츠모토 사치
- 마츠시타 코미나
- 미야자와 키요코
- 미키 미이
- 비비
- 사사이 치에코
- 사와다 이즈미
- 사토 미유키
- 사토 이쿠미
- 스즈키 노리코
- 신타니 마유미
- 야구치 아사미
- 야기 카오리
- 오카다 메구미
- 오카지마 타에
- 유우키 치사
- 이시다 카요
- 이케모토 사유리
- 카메오카 마미
- 카와라기 시호
- 카와시마 유미
- 카타오카 미에
- 카타카이 카오루
- 코이데 에츠코
- 콘도 유이
- 쿄 아야카
- 쿠리타 에리나
- 키노시타 사야카
- 키시모토 모에
- 키쿠치 코코로
- 타치바나 유코
- 타카구치 유키코
- 타카하시 마유코
- 타카하시 아오
- 타케다 하나
- 토다 메구미

### 준소속

#### 남성
- 사쿠마 토모키
- 산페이 유우키
- 요시노 타카히로
- 츠유자키 와타루
- 카지카와 쇼헤이
- 키쿠치 마치타케
- 호시 유우키

#### 여성
- 나츠타니 미키
- 마츠모토 사라
- 마츠이 아키하
- 모리사키 시호
- 쇼가와 히토미
- 아키야마 에리
- 유즈키 쇼코
- 쿠마가이 미레이
- 쿠와바라 아키라
- 후지타 마미